# Dolkun Isa
Dolkun Isa, né le 2 septembre 1967 à Kalpin, est un militant des droits de l'homme de l'ethnie ouïghoure. Depuis 2017, il est le président du Congrès mondial des Ouïghours.

## Biographie
Dolkun Isa étudie la physique à Ürümqi à partir de 1984. Il fonde un syndicat étudiant en 1985. Il est renvoyé en juin 1988 après des manifestations à Ürümqi pour dénoncer les discriminations visant les Ouïghours.
Il ouvre un restaurant à Pékin, où il est arrêté et accusé de complot en 1994. Il fuit vers la Turquie, avant de se réfugier en Allemagne en 1996 où il obtient sa naturalisation en 2006,.
Recherché par la Chine pour un meurtre qu'il aurait commis en 1996, il fait l'objet d'une notice rouge d'Interpol à partir de 1997. Des sources diplomatiques indiquent que la Chine a demandé son arrestation à des pays européens à plusieurs reprises, sans jamais fournir de preuve des crimes dont il est accusé. Sa notice rouge est effacée par Interpol en 2018. La Chine a exprimé son mécontentement concernant la décision d'Interpol de lever l'alerte contre Dolkun Isa, accusé par les autorités chinoises d'être un terroriste.
Dolkun Isa prend la tête du Congrès mondial des Ouïghours en novembre 2017. En septembre 2018, Dolkun Isa s’oppose aux camps de rééducation du Xinjiang où un million de personnes auraient été enfermées. Depuis, il est sans nouvelles directes de ses proches restés en Chine.